# 코차다이얀
코차다이얀(Kochadaiiyaan )은 인도에서 제작된 순다리야 라지니칸트 감독의 2014년 액션, 모험 영화이다. 라지니칸트 등이 주연으로 출연하였다.

## 출연

### 주연
- 라지니칸트
- 디피카 파두콘
- 사라스 쿠마르
- 재키 슈로프